# Melasina scrutaria
Melasina scrutaria är en fjärilsart som beskrevs av Edward Meyrick 1922. Melasina scrutaria ingår i släktet Melasina och familjen säckspinnare. Inga underarter finns listade i Catalogue of Life.